# Wassili Nikititsch Tatischtschew

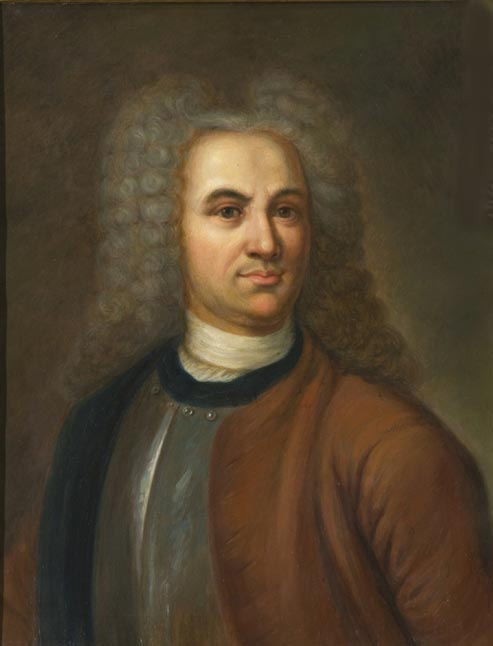
Wassili Tatischtschew

Wassili Nikititsch Tatischtschew (russisch Василий Никитич Татищев, wiss. Transliteration Vasilij Nikitič Tatiščev; * 19. Apriljul. / 29. April 1686greg. bei Pskow; † 15. Julijul. / 26. Juli 1750greg. in Boldino) war ein russischer Staatsmann, Historiker, Geograph und Ethnograph. Er ist als Gründer mehrerer Städte und als Autor des ersten umfassenden Werkes zur Geschichte Russlands bekannt.

## Leben

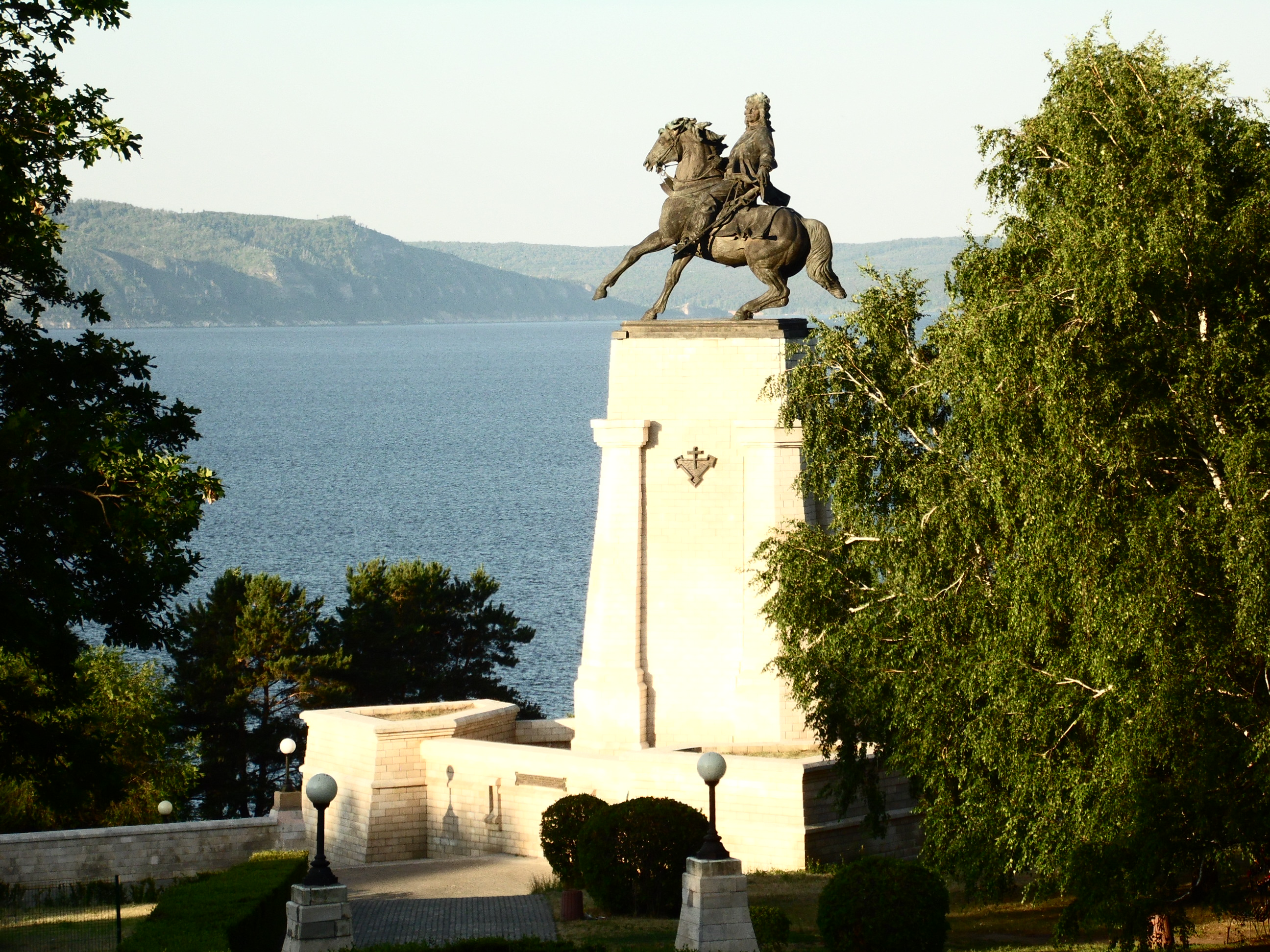
Tatischtschew-Denkmal (A. I. Rukawischnikow, 1998), Toljatti

Tatischtschew kam im Landgut seines Vaters bei Pskow in einer adligen Familie zur Welt, die ihre Herkunft bis auf Rurik zurückführte. Nach Abschluss der Ingenieurschule nahm er am Großen Nordischen Krieg gegen Schweden teil. Im Dienst Peters I. bekam er eine einflussreiche Stelle im Amt für auswärtige Angelegenheiten, die er später nutzte, um der Politik des Obersten Geheimrates zu opponieren und die Thronbesteigung der Zarin Anna im Jahr 1730 zu unterstützen. Als Dank wurde er von Anna mit einem lukrativen Amt der Verwaltung der Ural-Fabriken und Bergwerke betraut. Auf diesem Posten gründete er die Städte Perm und Jekaterinburg, die seitdem zu wichtigen Zentren des Urals wurden. Ein Monument zu seinen Ehren wurde 2003 in Perm eröffnet. Auch die Stadt Stawropol-Wolschskij (heute Togliatti) verdankt ihre Gründung Tatischtschew. Tatischtschew beendete seine Karriere als Gouverneur des Gouvernement Astrachan zwischen den Jahren 1741 und 1745. Zu dieser Aufgabe war er von Kaiserin Anna eingesetzt worden, um die Unruhen unter den Kalmücken im Gouvernement zu beenden. Er hoffte, jedoch vergeblich, nach dem Amtsantritt von Kaiserin Elisabeth von diesem Posten befreit zu werden; entlassen wurde er schließlich im Juli 1745 wegen Meinungsverschiedenheiten. Tatischtschew starb in seinem Landgut Boldino bei Moskau am 15. Juli 1750. 1991 wurde der Asteroid (4235) Tatishchev nach ihm benannt.

## Werke als Historiker
Nach dem Rücktritt vom staatlichen Dienst widmete der ältere Staatsmann sein Leben wissenschaftlichen Arbeiten. Aus dem Gefühl heraus, dass die russische Historiographie bis dato vernachlässigt wurde, begann er mit geschichtlichen Forschungen und stellte eine einzigartige Sammlung altrussischer Schriften zusammen. Dabei entdeckte und publizierte er mehrere bedeutende historische Gesetzeswerke Russlands, darunter die Russkaja Prawda aus dem 11. Jahrhundert und den Sudebnik aus dem Jahr 1550. Sein Opus magnum war der erste Umriss der russischen Geschichte mit dem Titel Russische Geschichte seit den ältesten Zeiten und wurde in fünf Bänden nach seinem Tod veröffentlicht. Auch erschuf er das erste enzyklopädische Wörterbuch der russischen Sprache. In seinen historischen Werken vertrat er die Idee, dass die Autokratie die beste Regierungsform für Russland sei.
Unglücklicherweise wurde Tatischtschews Sammlung altrussischer Schriften während des großen Brandes von Moskau vom 14. September bis 18. September 1812 vollständig vernichtet. Der wissenschaftliche Wert von Tatischtschews Arbeiten blieb bereits kurz nach ihrer Veröffentlichung nicht unumstritten, da ihm einige Historiker vorwarfen, mit unzuverlässigen Quellen gearbeitet zu haben; bzw. standen diese Quellen nach 1812 nicht mehr zur Verfügung. Das bekannteste Beispiel hierfür ist die Joachimschronik. In jüngerer Zeit konnten jedoch viele der zweifelhaften Passagen als glaubwürdig bestätigt werden.